# Geraldo Carneiro
Geraldo Eduardo Ribeiro Carneiro (Belo Horizonte, 11 de junho de 1952) é um poeta, letrista, dramaturgo e roteirista brasileiro. Ficou conhecido como compositor desde o final da década de 1960, por suas parcerias com o compositor Eduardo Souto Neto, gravadas por diversos intérpretes, dentre as quais a canção "Choro de Nada", gravada por Vinicius de Moraes e Toquinho, em 1975, e por Tom Jobim e Miúcha, em 1978. Na década de 1970 firmou parceria com Egberto Gismonti, Astor Piazzolla, John Neschling, Francis Hime, Wagner Tiso, entre outros. Reside no Rio de Janeiro desde 1955.

## Carreira

### Poesia
Participou ativamente da geração de poetas da chamada “poesia marginal” (da qual sempre se considerou marginal), tendo estreado em livro quando ainda estudante de Letras na Pontifícia Universidade Católica do Rio de Janeiro (PUC-Rio), em 1974, ao lado dos poetas Cacaso, Francisco Alvim, João Carlos Pádua e Roberto Schwarz, pela coleção Frenesi, à qual o poeta deu nome, inspirado num filme de Alfred Hitchcock. Publicou posteriormente os livros Verão Vagabundo (80), Piquenique em Xanadu (1988, Prêmio Lei Sarney de Melhor Livro de Poesia do Ano, conferido por um júri presidido pelo crítico Antonio Candido), Pandemônio (93), Folias Metafísicas (95), Por Mares Nunca Dantes (2000), Lira dos Cinquent’anos (2002), Balada do Impostor (2006) e Poesia Reunida (2010).
Publicou os livros de prosa Vinicius de Moraes: a Fala da Paixão (Ed. Brasiliense, 1984) e Leblon: a Crônica dos Anos Loucos (RioArte-Relume-Dumará. 1966). Traduziu sonetos de William Shakespeare, na coletânea Sonhos da Insônia (1977), publicada em parceria com Carlito Azevedo. O livro foi ilustrado em 1997 pelo ator e humorista Bento Ribeiro, filho do escritor João Ubaldo Ribeiro. Em 2016, lançou Subúrbios da Galáxia, uma antologia de seus escritos em quatro décadas de produção.

### Música
Participou do grupo "A Barca do Sol", grupo aproximado do rock progressivo, onde era um dos compositores. É parceiro de Egberto Gismonti, Astor Piazzolla, Francis Hime, Wagner Tiso, John Neschling, Nando Carneiro e outros compositores, cujas músicas foram gravadas por diversos intérpretes, entre os quais, além dos acima mencionados, Ney Matogrosso, Lenine, Michel Legrand, Olivia Byington, Zé Renato, Olívia Hime, Cauby Peixoto, Fafá de Belém, Leila Pinheiro, Gal Costa, As Frenéticas, Jane Duboc e Zezé Motta.

### Teatro
Para o teatro escreveu Lola Moreno, parceria com Bráulio Pedroso (encenada em 1979 e 1982), Folias do Coração e Apenas Bons Amigos, parceria com Miguel Falabella, ambas encenadas em 1983; Divina Increnca e A Bandeira dos Cinco Mil Réis, ambas encenadas em 1986; Manu Çaruê (ópera performática com música de Wagner Tiso, encenada em 1992), Iluminada, 1992.
Traduziu A Tempestade, de William Shakespeare (encenada em 1982 e 1983 e publicada em 1991); adaptou Como Gostais, do mesmo autor (encenada em 1985 e publicada em 1986), além de Lúcia McCartney, de Rubem Fonseca 1987), Lulu, de Frank Wedekind (1989) e As 1001 Noites (1991). Do mesmo Shakespeare, traduziu ainda Antônio e Cleópatra (encenada em 2005) e Trabalhos de Amor Perdidos.

### Roteiro
Como roteirista, escreveu Sônia: Morta & Viva, de Sérgio Waissman (Tucano de Ouro do FestRio II), Eternamente Pagu (em parceria com Márcia de Almeida), O Judeu (em parceria com Millôr Fernandes). Para a TV, adaptou diversas obras literárias para a série Brasil Especial (entre as quais O Santo que não acreditava em Deus, depois refilmada por Cacá Diegues como Deus É Brasileiro, A Desinibida do Grajaú, Lúcia McCartney e O Compadre de Ogum), escreveu as minisséries Tudo em Cima, exibida em 1985, e O Sorriso do Lagarto (adaptação do romance homônimo de João Ubaldo Ribeiro), exibida em 1991, participou da criação do programa Tamanho Família e da série Você Decide, da qual foi supervisor de texto. Escreveu a série para TV Faça sua História em parceria com João Ubaldo Ribeiro.
Em coautoria com Alcides Nogueira, adaptou a novela O Astro, um grande sucesso de Janete Clair, exibida em 1977. A nova versão de O Astro (2011), com apenas 60 capítulos, teve seu primeiro capítulo exibido em 12 de agosto de 2011. Foi uma homenagem da Rede Globo aos 60 anos da telenovela no Brasil.

## Academia Brasileira de Letras
Geraldo foi eleito para a Academia Brasileira de Letras em 27 de outubro de 2016, na sucessão de Sábato Magaldi. Ocupa a cadeira 24, cujo patrono é Júlio Ribeiro.